# Полівка звичайна
Полівка звичайна, нориця звичайна, житник (Microtus ex grex arvalis) — надвид гризунів (Rodentia) роду полівок (Microtus) родини щурові (Arvicolidae). Включає кілька морфологічно близьких видів і видів-двійників, у тому числі три види, поширені в Україні: полівка лучна, полівка алтайська і полівка європейська.

## Зовнішній вигляд
Звичайна полівка — тваринка невеликих розмірів; довжина тіла мінлива, зазвичай 9-14 см. Вага зазвичай не перевищує 45 г. Хвіст становить 30-40 % від довжини тіла — до 49 мм. Забарвлення хутра на спині може варіювати від світло-бурого до темнувато-сіро-бурого іноді з домішкою коричнево-іржавих тонів. Черевце звичайне світліше: брудно-сіре, іноді з жовтувато-вохристим нальотом. Хвіст або одноколірний, або слабо двобарвний.

## Таксономія і надійність описів
Під назвою «звичайна полівка — Microtus arvalis» довгий час розуміли більшість видів дрібних полівок, морфологічно подібних до Microtus arvalis (s. str.), у тому числі полівку європейську (Microtus arvalis s. str.), полівку алтайську (Microtus obscurus), полівку лучну (Microtus levis), полівку киргизьку, полівку монгольську, закаспійську та низку інших видів.

Історія поділу на види і схема родинних стосунків Microtus ex gr. arvalis

Більшість описів «звичайних» полівок у працях до 1970 р. (і нерідко до 2000 р.), вкл. описи підвидової систематики, морфології, мінливості, екології тощо належить до надвиду в цілому, тобто всіх перелічених вище видів [це стосується і всього поданого нижче тексту, що видно з наведеного далі ареалу].
Східна межа поширення типового виду (Microtus arvalis у вузькому сучасному розумінні) проходить приблизно уздовж лінії Одеса-Кременчук-Суми-Москва-Твер, і до цього виду можна впевнено зараховувати лише описи «звичайних» полівок із західної і центральної Європи, а на сході Європи — з Польщі та західної частини України й Білорусі. Далі на схід до зазначеної лінії полівка звичайна утворює зону симпатрії зі своїм видом-двійником — полівкою лучною (Microtus levis).

## Розповсюдження надвиду

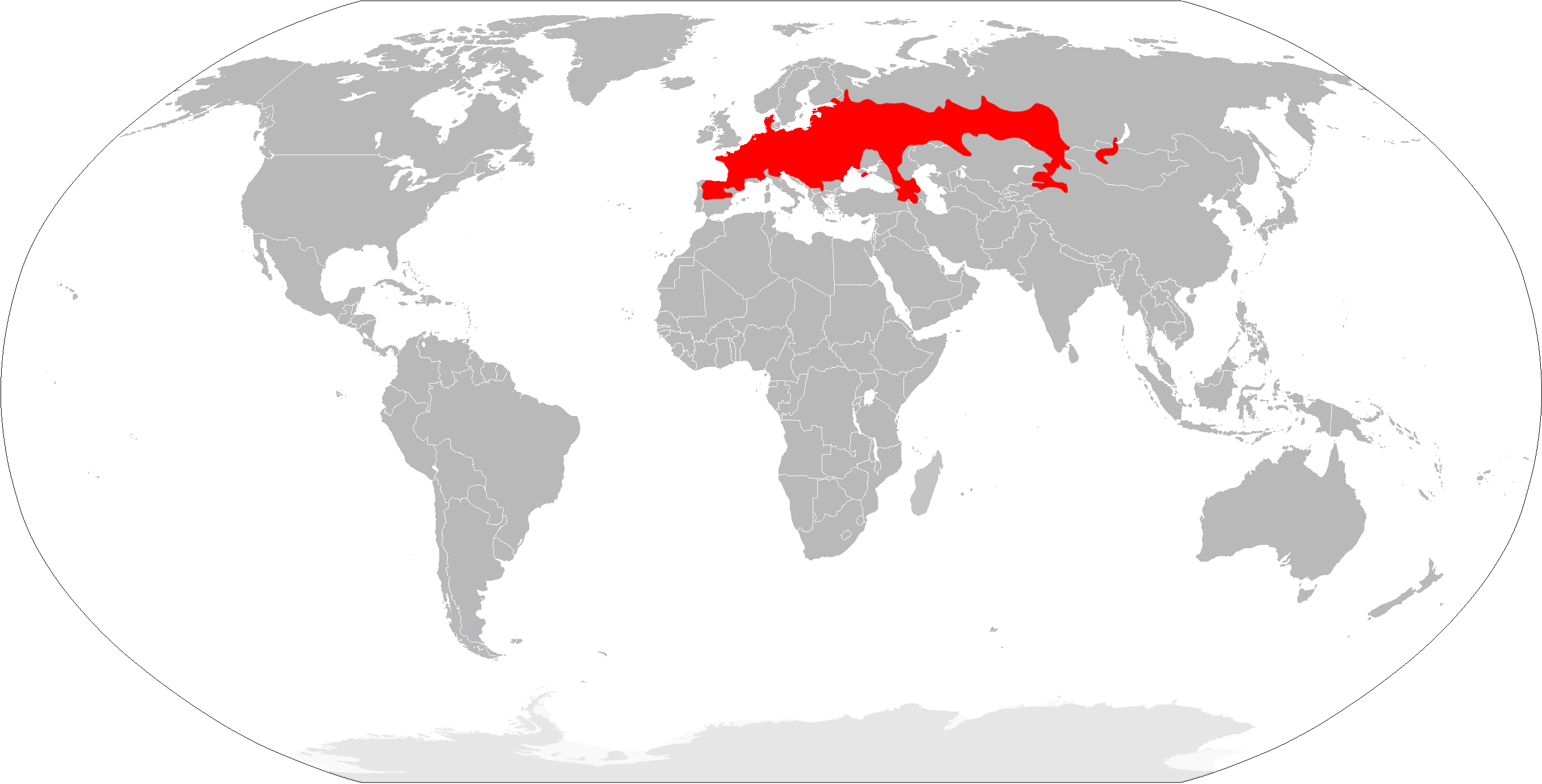
Ареал надвиду «звичайна полівка»

контури ареалів аловидів 46-хромосомних Microtus arvalis (ліворуч) та M. obscurus (праворуч)

Поширена в біоценозах і агроценозах лісової, лісостепової і степової зон материкової Європи від Атлантичного узбережжя на заході до Монгольського Алтаю на сході.
На півночі межа ареалу проходить узбережжям Балтійського моря, південною Фінляндією, південною Карелією, Середнім Уралом і Західним Сибіром, на півдні — по Балканам, узбережжю Чорного моря, Криму, захоплює і північ Малої Азії.
Водиться також на Кавказі і в Закавказзі, на півночі Казахстану, на південному сході Середньої Азії, на території Монголії. Зустрічається на Оркнейських островах.

## Спосіб життя
На своєму широкому ареалі полівка тяжіє переважно до польових і лугових екосистем, а також до сільськогосподарських земель, городів, садів, парків. Суцільних лісових масивів уникає, хоч і зустрічається на вирубках, галявинах і узліссях, в рідколіссях, в надрічкових чагарниках, лісосмугах. Віддає перевагу місцям з добре розвиненим трав'яним покривом. У південній частині свого ареалу, тяжіє до вологіших районів: заплавних луків, балок, річкових долин, хоча зустрічається і на сухих степових ділянках, на закріплених пісках за межами пустель. У горах підіймається до субальпійських і альпійських луків на висоті 1800-3000 м над рівнем моря. Уникає територій, схильних до інтенсивного антропогенного навантаження і трансформації.
У теплий час польова полівка активна в основному у сутінках і вночі, взимку активність цілодобова, але переривиста. Живе сімейними поселеннями що, як правило, складаються з 1-5 споріднених самок і їх потомства 3-4 поколінь. Ділянки дорослих самців посідають 1200—1500 м² і охоплюють ділянки кількох самок. У своїх поселеннях полівки риють складну систему нір і протоптують мережу стежок, які взимку перетворюються на підсніжні ходи. Тваринки рідко покидають стежини, які дозволяють їм швидше пересуватися і легше орієнтуватися. Глибина нір невелика, всього 20-30 см. Ці тваринки захищають власні терени від прийшлих особин свого й інших видів полівок аж до вбивства. У періоди високої чисельності на полях зернових й в інших кормових місцях, часто утворюються колонії з декількох сімей.

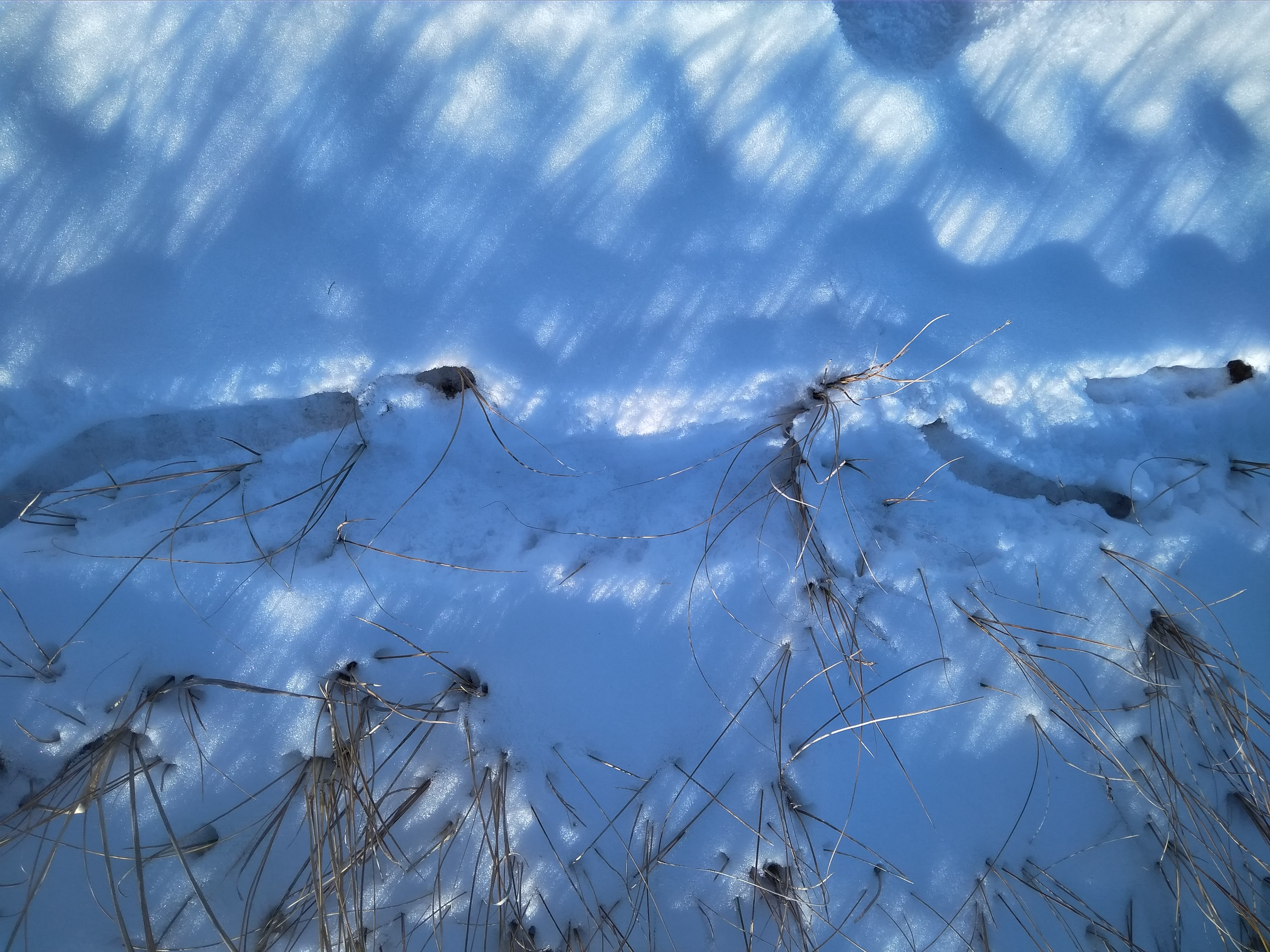
Ходи полівки в снігу

Звичайну полівку відрізняє територіальний консерватизм, але за потреби, під час збирання врожаю і оранки полів вона може переселятися в інші райони, зокрема в скирди, стоги, в овоче- і зерносховища, іноді в житлові споруди людини. Взимку робить під снігом гнізда, сплетені з сухої трави.
Полівка — типово травоїдний гризун, до раціону якого входить широкий набір кормів. Характерна сезонна зміна страв. У теплу пору року віддає перевагу зеленим частинам тонконогових, айстрових і бобових; зрідка їсть молюсків, комах і їх личинок. Взимку обгризає кору чагарників і дерев, зокрема ягідних і плодових; поїдає насіння і підземні частини рослин. Робить харчові запаси, що досягають 3 кг на особину.
Розмножується звичайна полівка протягом всієї теплої пори року — з березня-квітня по вересень-листопад. Взимку зазвичай настає пауза, але в закритих місцях (стоги, скирти, господарські споруди) за наявності достатнього корму може розмножуватися далі. За один шлюбний сезон самка може принести 2-4 виводки, максимум в середній смузі — 7, на півдні ареалу — до 10. Вагітність триває 16-24 дні. У виводку в середньому 5 дитинчат, хоча їх число може досягати 15; дитинчата важать 1-3,1 р. Молоді полівки стають самостійні на 20 день життя. статева зрілість настає на 2 місяці життя. Іноді молоді самки вагітніють вже на 13 день життя і приносять перший виводок в 33 дні.
Середня тривалість життя становить всього 4,5 місяця; до жовтня більшість полівок вмирають, молоді останніх виводків зимують і навесні вступають в розмноження. Полівки є одним з основних джерел їжі для безлічі хижаків — сов, боривітерів, ласок, горностаїв, тхорів, лисиць і кабанів.

## Охоронний статус
Звичайна полівка — дуже поширений і численний надвид, що легко пристосовується до господарської діяльності людини і антропогенного перетворення природних угідь. Чисельність, як і у багатьох плодовитих тварин, дуже різниться за сезонами і роками. Характерні спалахи чисельності, що змінялися тривалими депресіями. В цілому, коливання виглядають як 3— або 5-річні цикли. У роки найбільшої чисельності щільність популяцій може досягати 2000 особин на Га, в роки депресій падає до 100 особин на Га.
Звичайна полівка є одним з найсерйозніших шкідників сільського господарства, городництва і садівництва, особливо в роки численного розмноження. Шкодить зерновим й іншим культурам на кореню і в скиртах, обгризає кору плодових дерев і чагарників. Є основним природним носієм збудників чуми, туляремії, лептоспірозу, сальмонельозу, токсоплазмозу й інших небезпечних для людини захворювань.